# تشارلز سترود
تشارلز سترود (بالإنجليزية: Charles Strode)‏ مواليد 5 سبتمبر 1957 في الكاهون، هو لاعب كرة مضرب أمريكي سابق وكان يلعب باليد اليمنى. أعلى تصنيف له في الفردي كان المركز الـ 158 في سنة 1980. أعلى تصنيف له في الزوجي كان المركز الـ 50 في سنة 1983.

## النهائيات

### الزوجي المختلط: 1 (0–1)
| الحصيلة | الرقم | السنة | الدورة                   | الشريك    | المنافس في النهائي                | النتيجة في النهائي |
| ------- | ----- | ----- | ------------------------ | --------- | --------------------------------- | ------------------ |
| الوصافة | 1.    | 1983  | دورة فرنسا المفتوحة 1983 | ليزلي ألن | باربارا جوردن (تنس) إليوت تيلتشير | 2–6, 3–6           |

## روابط خارجية
- تشارلز سترود على موقع رابطة محترفي التنس (الإنجليزية)
- تشارلز سترود على موقع الاتحاد الدولي لكرة المضرب (الإنجليزية)